# Los Angeles Master Chorale
La Los Angeles Master Chorale è un coro professionista di Los Angeles, in California e una delle compagnie residenti sia al Los Angeles Music Center che alla Walt Disney Concert Hall. Fu fondato nel 1964 da Roger Wagner per essere una delle tre società originali residenti del Music Center della Contea di Los Angeles. Grant Gershon è stato il suo direttore musicale dal 2001, in sostituzione di Paul Salamunovich.

## Operatività
La Master Chorale si esibisce circa dieci volte all'anno nella sua stagione. Ha presentato oltre 450 concerti, dalla musica corale antica fino a composizioni contemporanee. Noto per l'interpretazione di numerose anteprime mondiali, statunitensi e della West Coast, il coro ha commissionato 24 lavori ed eseguiti in anteprima 40 nuovi lavori. La Maestro Chorale si esibisce regolarmente con la Los Angeles Philharmonic e l'Orchestra di Hollywood Bowl, sia al Music Center che all'Hollywood Bowl, con direttori come Gustavo Dudamel, Esa-Pekka Salonen, Zubin Mehta, André Previn, Pierre Boulez, Michael Tilson Thomas e Roger Norrington, tra molti altri. Tra i direttori ospiti degni di nota figurano Robert Shaw, Helmuth Rilling, Margaret Hillis, Robert Page e Richard Westenburg. È stato il coro della Los Angeles Opera durante i primi anni di quella compagnia, prima che avesse stabilito il proprio coro interno. Si esibisce anche in concerti comunitari in tutta la California meridionale.
La Chorale si esibì originariamente al Dorothy Chandler Pavilion, ma dal 2003 la principale sala concerti del gruppo è stata la Walt Disney Concert Hall. Morten Lauridsen è stato il suo compositore in residenza dal 1994 al 2001.

## Direttori musicali
- Grant Gershon, 2001–presente
- Paul Salamunovich, 1991–2001
- John Currie, 1986–1991
- Roger Wagner, 1964–1986

### Artisti e compositori in residenza
- Eric Whitacre, 2016~
- Shawn Kirchner
- Morten Lauridsen

## Registrazioni

### Diretti da direttori musicali
La Master Chorale ha registrato cinque CD sotto Grant Gershon:
- Miserere di Henryk Górecki (Decca)
- A Good Understanding di Nico Muhly (Decca)
- Daniel Variations di Steve Reich (Nonesuch Records)
- You Are (Variations) di Steve Reich (Nonesuch Records)
- Itaipu di Philip Glass e la registrazione in prima mondiale di Two Songs to Poems of Ann Jäderlund di Esa-Pekka Salonen (RCM)

La Master Chorale ha pubblicato tre CD sotto la direzione di Paul Salamunovich:
- Lux Aeterna di Morten Lauridsen, nominata ai Grammy (anche con altri lavori di Lauridsen: Les Chansons des Roses, Ave Maria, Mid-Winter Songs e O Magnum Mysterium) (RCM)
- Te Deum di Dominic Argento e Missa "Cum Jubilo" di Maurice Duruflé (con Rodney Gilfry come solista baritono e Frederick Swann all'organo (RCM)
- Christmas, una raccolta di canzoni (RCM)

### Con la Los Angeles Philharmonic
- Roger Wagner, direttore musicale
  - Mahler: Sinfonia n. 3, Zubin Mehta direttore (London Records)
  - Holst:  The Planets, Zubin Mehta direttore (London Records)
  - Verdi: Quattro pezzi sacri, Zubin Mehta direttore (London Records)
  - Verdi:  Falstaff, Carlo Maria Giulini direttore (Deutsche Grammophon)
  - Verdi: Messa da Requiem, Zubin Mehta direttore, Gwyneth Jones, soprano; Grace Bumbry, mezzosoprano; Franco Corelli, tenore; Ezio Flagello, baritono (Myto Records)
- John Currie, direttore musicale
  - Prokofiev:  Alexander Nevsky, André Previn direttore (Telarc)
- Paul Salamunovich, direttore musicale
  - Debussy:  Trois Nocturnes e La Damoiselle élue, Esa-Pekka Salonen direttore (Sony Classics)
  - Mahler:  Symphony No. 3, Esa-Pekka Salonen direttore (Sony Classics)
- Grant Gershon, direttore musicale
  - Shostakovich (orchestrazione di Gerard McBurney):  Prologo a Orango, Esa-Pekka Salonen direttore (Deutsche Grammophon)
  - Verdi: Messa da Requiem, Gustavo Dudamel direttore; Ildebrando D'Arcangelo, basso; Vittorio Grigolo, tenore; Michelle DeYoung, mezzosoprano; Julianna Di Giacomo, soprano (C Major DVD & Blu-Ray).

### Con la Hollywood Bowl Orchestra
- Paul Salamunovich, direttore musicale
  - Rodgers & Hammerstein, The King & I,	John Mauceri direttore (Philips Classics)
  - Schönberg/Ravel, Earth Day, John Mauceri direttore (Philips Classics)
  - Hollywood Nightmares (vari compositori), John Mauceri direttore (Philips Classics)

### Film
Salamunovich ha anche diretto la Master Chorale per le colonne sonore di numerosi film importanti, tra cui A.I. - Intelligenza artificiale, Il matrimonio del mio migliore amico, Dracula di Bram Stoker, Al vertice della tensione e Waterworld. Gershon ha diretto la Chorale per le colonne sonore dei film Lady in the Water e License to Wed.

## Premi e riconoscimenti
Nel giugno 2003 la Master Chorale ricevette il prestigioso ASCAP/Chorus America Award per Programmazione Avventurosa. Nel 2008 uno dei programmi di divulgazione di grande successo della Chorale, "Voices Within", ha ottenuto l'ambito premio Chorus America Education Outreach. Nel 1998 la Master Chorale, sotto la direzione di Paul Salamunovich, ha ricevuto una nomination ai Grammy come Miglior Esecuzione Corale per la registrazione di Lux Aeterna.

## Programmi di educazione
Dal 1990 la Master Chorale ha tenuto il Festival Chor High School Choir di Los Angeles, uno dei più grandi festival per coro delle scuole superiori della nazione.
"Voices Within", un altro dei programmi di sensibilizzazione di grande successo della Chorale, è un programma scolastico residente approfondito di dieci settimane, per studenti delle scuole medie e superiori che aiuta i ragazzi con poca o nessuna esperienza musicale a "trovare le loro voci". Con l'assistenza di un artista, paroliere e compositore che insegna, lavorando con gruppi di studenti in classe, i ragazzi scrivono musica e testi per creare canzoni originali.
La Master Chorale provvede all'istruzione di circa 13.000 bambini ogni anno.